# Gone (tv-serie)
Gone er en krimiserie fra 2017 skabt af Matt Lopez og produceret af NBCUniversal International Studios. Baseret på Chelsea Cains roman One Kick.  Serien følger Kit "Kick" Lannigan, der selv blev bortført som barn og som rekrutteres af FBI agenten Frank Booth.

## Medvirkende

### Hovedroller
- Chris Noth som FBI-agent Frank Novak
- Leven Rambin som Kit "Kick" Lannigan
- Danny Pino som John Bishop
- Andy Mientus som James Finley
- Tracie Thoms som FBI Agent Maya Kennedy

### Tilbagevendende
- Kelly Rutherford som Paula Lannigan
- Jordan Bridges som Neil Pruitt
- Christopher O'Shea som Noah
- Lee Tergesen som Mel Foster